# XLR50
GE X-405 — アメリカ海軍分類XLR50-GE-2 — はゼネラル・エレクトリックで開発されたRP-1と液体酸素をガス発生器サイクルで燃焼するポンプ供給式液体燃料ロケットエンジンである。 ヴァンガードの1段目の動力に使用された。エンジンはV-2の経験を基にして開発されたのでタービンはH2O2を触媒で分解する事によって生成した蒸気によって駆動され、燃焼室は再生冷却だった。 エンジンは推力偏向のためにジンバル式に装架された。同様にタービンの排気ガスはダクトでノズルに送られてロケットのロール軸の制御のためのバーニア推進器として機能した。
ヴァンガードロケットが最初のアメリカの人工衛星の打上げに選択された時にマーティン社が主契約社として契約を締結した。必要な水準の推力を与えるためにヴァイキング推進器(リアクション・モーターズ XLR10)が不十分と判断され、ヘルメス計画を基にしたゼネラル・エレクトリックの提案の方がリアクション モーターズの次の計画よりも相応しく、リスクが少ない選択であると考えられた。  そのため、1955年10月1日に55-3516-CPを受注したマーティンはゼネラルエレクトリックと推力構造体、ジンバルリング、エンジン部品、エンジン始動器具を含む自己完結型のX-405エンジンの契約を交わした。
最初の2機のヴァンガードの飛行はヴァイキングの1段目を使用したものの、12基のX-405が生産されて11基がヴァンガードに搭載されて飛行した。